# 雷諾茲冰原島峰
85°33′S 149°40′W / 85.550°S 149.667°W
雷諾茲冰原島峰（英語：Reynolds Nunatak）是南極洲的冰原島峰，位於瑪麗伯德地，處於萊弗里特冰川的終點南面，美國地質調查局根據測量和該國海軍的空中照片繪入地圖，現時由南極條約體系管理。